# Vojašniška ulica, Maribor
Vojašniška ulica se prvič omenja leta 1472 kot Am Trenkh (ob vodi). Njen vhodni del so leta 1780 označevali kot Gegen  die Traa (proti Dravi). Leta 1824 so jo poimenovali Lent Gasse (Pristaniška ulica), leta 1839 Lend Gasse. Med letoma 1824 in 1869 so jo poimenovali tudi Fleischbank Gasse (Ulica mesarskih stojnic). Med letoma 1876 in 1900 jo preimenujejo v Schlackthaus Gasse (Klavniška ulica). Ime je dobila po sedmih mesarskih stojnicah, ki so se nahajale v spodnjem delu ulice, kjer so mariborski mesarji prodajali meso (in najverjetneje tukaj tudi klali). Po izgradnji nove moderne klavnice v Melju so prepovedali prodajo mesa in zakol živali na mesarskih stojnicah. Zahodni del ulice pa so leta 1780 imenovali preprosto Gegen die Minoriten (K minoritom) in od leta 1846 Kasern Gasse (Vojašniška ulica). Leta 1900 so celotno ulico preimenovali v Kasern Gasse. Leta 1919 so ime poslovenili v Vojašniška ulica. Po nemški okupaciji leta 1941 so jo ponovno poimenovali Kasern Gasse. Maja 1945 so ji vrnili slovensko ime Vojašniška ulica. Ime Vojašniška ulica je dobila zato, ker je vodila do Vojašniškega trga in nekdanje Dravske vojašnice v nekdanji minoritskemu samostanu